# Jerrara Creek
Jerrara Creek är ett vattendrag i Australien. Det ligger i regionen Goulburn Mulwaree och delstaten New South Wales, i den sydöstra delen av landet, omkring 150 kilometer sydväst om delstatshuvudstaden Sydney.
I omgivningarna runt Jerrara Creek växer huvudsakligen savannskog. Runt Jerrara Creek är det glesbefolkat, med 17 invånare per kvadratkilometer. Genomsnittlig årsnederbörd är 1 238 millimeter. Den regnigaste månaden är februari, med i genomsnitt 210 mm nederbörd, och den torraste är juli, med 35 mm nederbörd.